# 张宝三 (1939年)
张宝三（1939年11月—2020年1月19日），男，河北雄县人，中国共产党党务活动家，民族问题专家，茶学家，诗人。曾任云南省民族学会副会长，云南省普洱茶协会会长，第九届全国人大代表，云南省人大常委会副主任（1998年－2003年）。

## 生平
1939年11月生于河北省雄县大魏庄村。1960年9月至1965年9月，在中央民族学院傣语专业学习。1965年分配至中共云南省委边疆工作委员会工作。文化大革命期间，曾在云南省革委会农林组，省第一五七干校工作和劳动。1970年7月至1983年3月，先后在云南省革委会政工组、边疆组，省民族边疆工作委员会、省委民族工作部办公室工作。1983年3月至1988年7月，历任云南省民委副主任，省委民族工作部副部长，省民委党组副书记。1988年7月至1989年10月，任云南省政府副秘书长。1989年10月至1991年12月，任云南省思茅地委书记兼地区人大工委主任。1991年12月至1993年9月，任云南省委秘书长兼省委直属机关工委书记、省保密委员会主任。1993年9月至1998年1月，任云南省委常委、秘书长。1998年1月至2003年1月，任云南省人大常委会副主任、党组副书记。2004年7月退休。2006年发起成立云南省普洱茶协会，自任会长。2007年后，任云南省关心下一代工作委员会执行主任，兼任省茶叶协会会长、省茶马古道研究会会长、中国茶叶流通协会常务副会长、云南省普洱茶协会会长。代表作《梅子湖抒情》《致友人》《中国云南》《奇境云南》，诗集选《白云集》。2020年1月19日6时38分在昆明逝世，享年80岁。